# ルイス・デ・バルガス
ルイス・デ・バルガス（Luis de Vargas、1505年ころ - 1567年）はスペイン、セビリアの画家である。長くイタリアで働いた後、50歳ころ、セビリアに戻って、働いた。セビリア大聖堂の祭壇画などの作者として知られている。

## 略歴
1502年から1506年の間にセビリアの画家、フアン・デ・バルガス(Juan de Vargas)の息子に生まれた。父親から絵を学んだ後、若い時代にイタリアに移り、ラファエロ（1483-1520）の工房の画家たちのもとで修行し、働いた。特にラファエロの助手を務めた、ペリーノ・デル・ヴァーガ(1501-1547)のもとで、50歳ほどになるまでイタリアで働き、セビリアに戻った。
イタリアで本格的にマニエリスムのスタイルを習得してきたデ・バルガスは、セルビアで名声を得ることになった。1630年代の終わりからセビリアで働いていたフランドル出身の画家、ペドロ・カンパーニャがセビリアにもたらしたマニエリスムのスタイルに変化をもたらした。
セビリアに戻った後の作品だけが知られていて1555年の日付のあるセビリア大聖堂の祭壇画などの作者として知られている。

## 作品

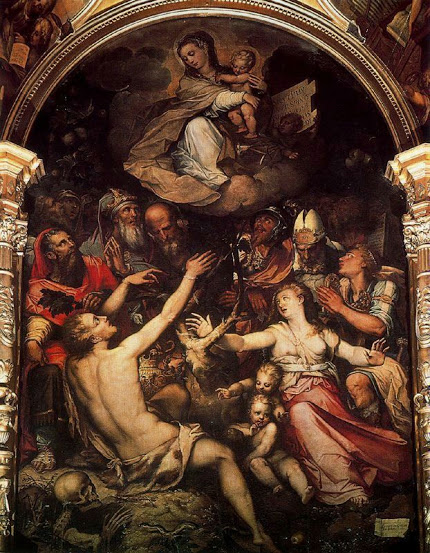
セビリア大聖堂の祭壇画、「無原罪懐胎の寓意画」(1661)
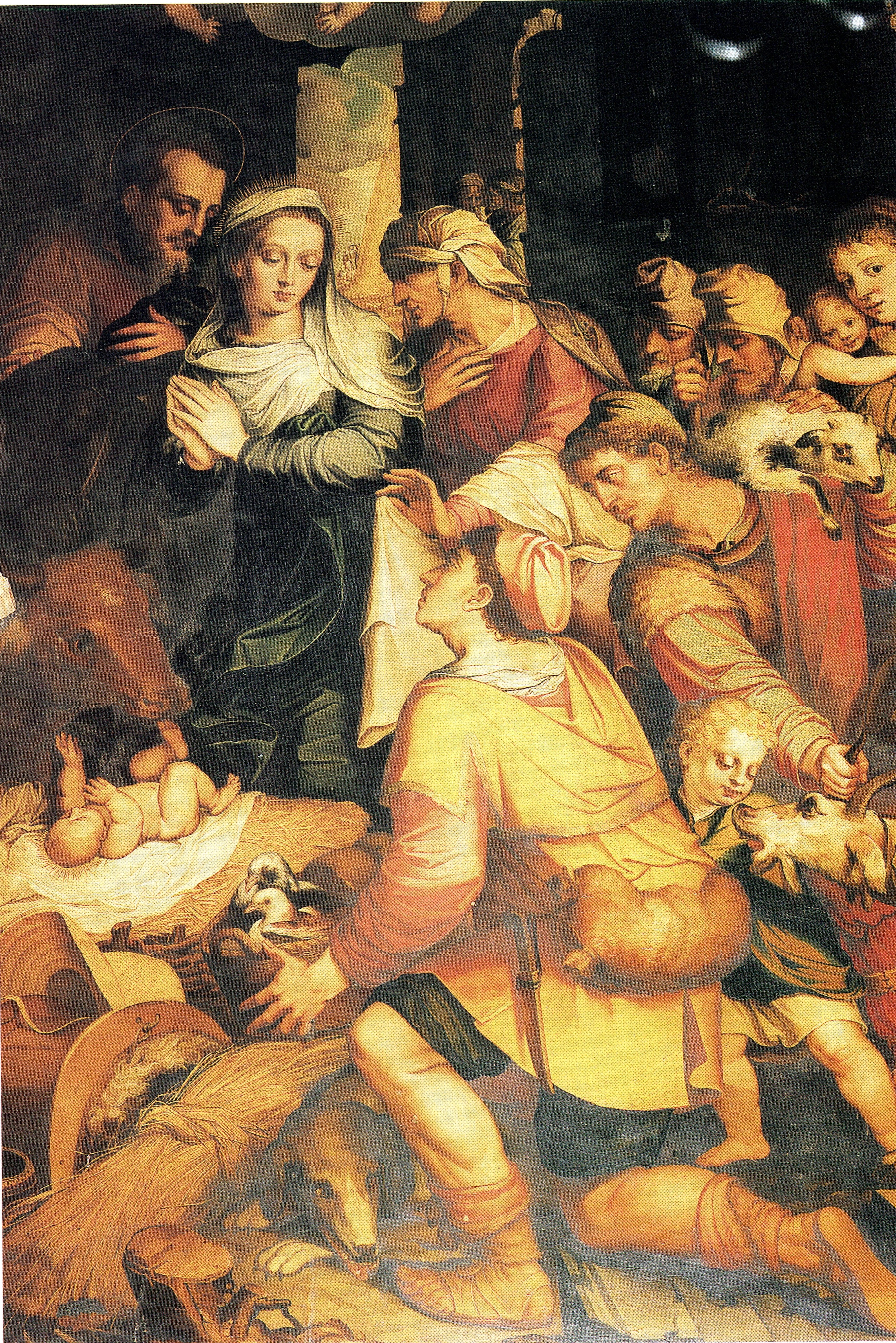
セビリア大聖堂の祭壇画、「羊飼いたちの崇拝」(c.1552-1555)
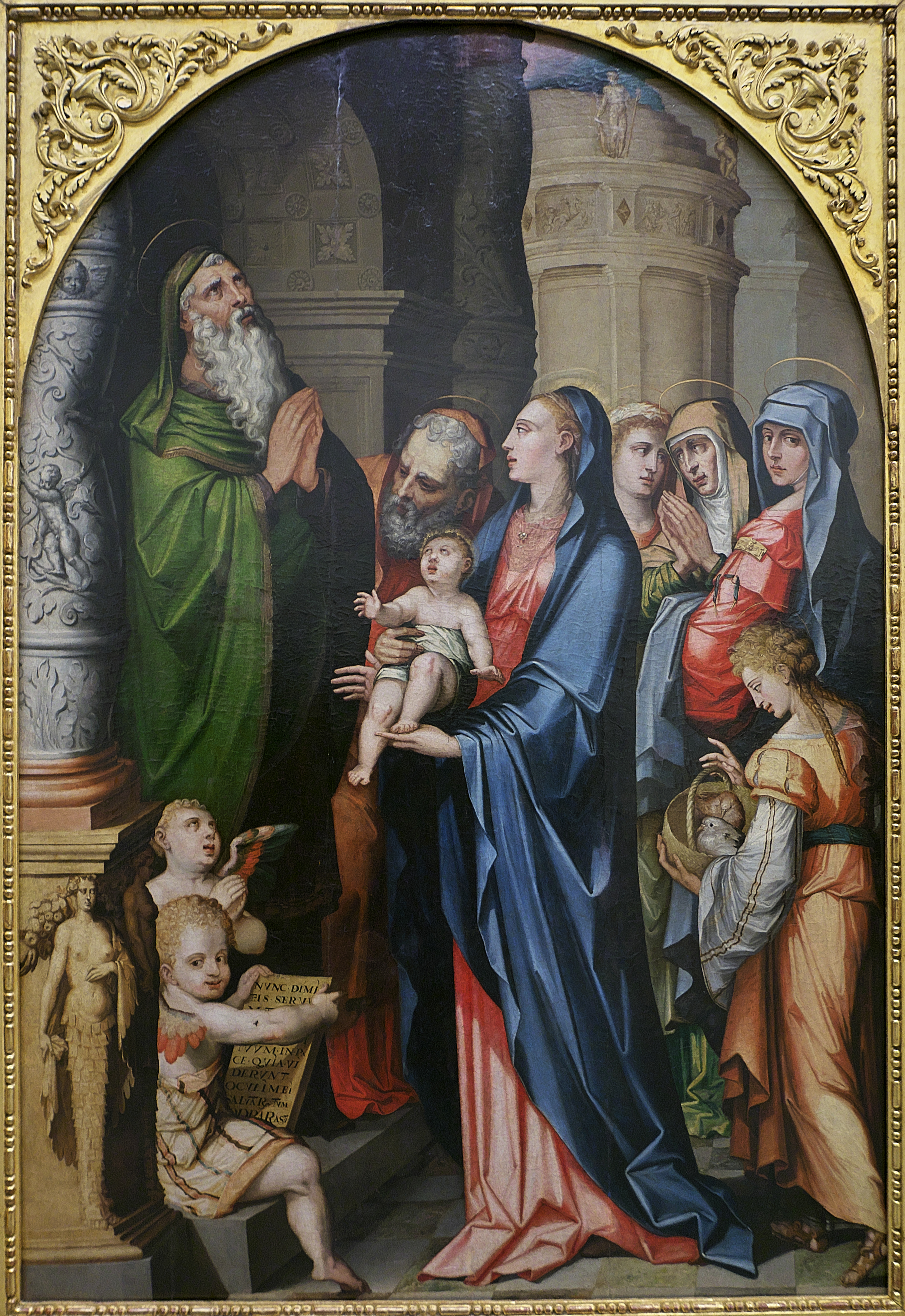
"La Purificación" (c.1560) セビーリャ美術館蔵